# Digitales Stellwerk
Ein digitales Stellwerk (DSTW) ist eine Stellwerksbauform, bei der anders als bei der Vorgängerbauart, dem Elektronischen Stellwerk (ESTW), die Stellbefehle per Informationstechnik (IT), z. B. über ein Datennetz statt über konventionelle Kabel, an die Weichen und Signale übermittelt werden.

## Unterschiede zu ESTW
Digitale Stellwerke sind die Weiterentwicklung elektronischer Stellwerke. Sie unterscheiden sich u. a. dadurch, dass die zentrale Rechnereinheit des Stellwerks nicht mehr physisch bei der Bahn vor Ort steht, sondern in beliebiger Entfernung zur Außenanlage errichtet werden kann. Jede Stelleinheit ist über ein IP-Netzwerk mit einem Gleisfeldkonzentrator (GFK) verbunden und kann von diesem auch mit Strom versorgt werden. Digitale Stellwerke ermöglichen Kosteneinsparungen, indem eine Vielzahl an Signalkabeln eingespart und der Stellbereich vergrößert werden kann. Zudem kann die Stellwerks-Hardware gemeinsam von mehreren Bahnen genutzt werden.

### Begrifflichkeit
Der Begriff digitales Stellwerk ist technisch gesehen irreführend. In der Eisenbahnsicherungstechnik erfolgt die Informationsverarbeitung seit Anfang an nur digital. Analog eintreffende Messwerte – ein Beispiel ist die Relaisspannung eines Gleisstromkreises – werden sofort in digitale Werte gewandelt.

### Vorteile gegenüber ESTW
Als Vorteile von DSTW gegenüber ESTW werden größere Stellentfernungen, standardisierte Schnittstellen, zustandsbasierte Instandhaltung, Trennung von Energie und Daten sowie verbesserte Diagnosefähigkeit genannt.

### Gleisfeldkonzentrator
Der Gleisfeldkonzentrator ist in einem Gebäude aus Betonfertigteilen untergebracht, das mindestens in die zwei Module Energie (Stromversorgung, Notstromversorgung sowie ggfs. Fernwirktechnik der örtlichen Fahrleitungsanlage) und Telekommunikation (Zugang zum bahnbetrieblichen IP-Netz und dem Gefahrenmeldesystem DBMAS sowie Umsetzung in das örtliche Zugangsnetz im Gleisfeld) unterteilt ist. Nur in dem Fall, dass noch LST-Alttechnik untergebracht und angebunden werden muss (zum Beispiel Blockanpassungen zu Nachbarstellwerken oder nicht mit SCI-Schnittstelle ausgerüstete Bahnübergangsanlagen), kommt noch ein drittes Modul für Leit- und Sicherungstechnik hinzu. Im LST-Modul erfolgt dann auch die Anbindung der Alttechnik an das IP-Netz des DSTW. Die Stellteile der in DSTW-Technik ausgeführten Außenanlage befinden sich hingegen in der Nähe der Außenelemente im Gleisfeld. Sie werden trassenredundant aus dem Gleisfeldkonzentrator mit Energie und Anbindung an das IP-Netz versorgt. Anders als bei einem herkömmlichen ESTW befindet sich in einem Gleisfeldkonzentrator keine wesentliche (Stell)rechnertechnik. Diese wird stattdessen zentral in einem regionalen Technikstandort (TSO) untergebracht.

### Technikstandort
Der Technikstandort (TSO) ist ein Rechenzentrum, das mehrere DSTW-Zentraleinheiten, die zugehörigen ETCS-Zentralen, übergeordnete DBMAS-Komponenten sowie Rechner der nicht signaltechnisch sicheren Leittechnik beherbergt. Die Technikstandorte werden in deutschlandweit einheitlicher Größe gebaut und bieten jeweils Platz für die Rechnertechnik von etwa 5000 Stelleinheiten. Ein zweiter Rechnerraum im selben Gebäude dient als technische Redundanz des ersten Rechnerraums. Es ist angedacht, künftig auch eine Geo-Redundanz umzusetzen. Der zweite Rechnerraum würde dann Redundanz für einen anderen TSO bieten.

### Bedienstandort
Der Bedienstandort ist der Arbeitsplatz der DSTW-Fahrdienstleiter. Im Grundsatz ist vorgesehen, dass pro Netzbezirk ein Bedienstandort gebaut wird. Die Gebäude dafür sind deshalb in verschiedenen Größen standardisiert und enthalten zwischen 6 und 20 Fdl-Arbeitsplätze. Hinzu kommen Reserve-Arbeitsplätze für Ausbildungszwecke sowie Arbeitsplätze für die technische Betriebsführung. Anders als bei derzeitigen ESTW sollen integrierte Bediensysteme geschaffen werden, die eine herstellerunabhängige und einheitliche Bedienung von Stellwerk und ETCS-Zentrale über eine gemeinsame Bedienoberfläche gewährleisten sollen. Es ist auch angedacht, dass zukünftig im Fall der Havarie eines Bedienstandorts die Bedienplätze in andere Bedienstandorte umgeschaltet werden könnten.

## Einführung
Im Zuge der Einführung sollen 94 Bedienstandorte (BSO) und 52 Technikstandorte (TSO) entstehen, in denen die Stellwerkskerne, die ETCS-Zentralen (RBC) sowie deren Bedienplätze (BSO) aufgebaut werden. Daneben sind zwei LST-Management-Center (LMC) erforderlich. Jeder Bedienstandort soll über bis zu 24 Bedienplätze verfügen. Separat gesteuert werden sollte die Infrastruktur der DB RegioNetz Infrastruktur sowie die auf Schweizer Gebiet liegende DB-Infrastruktur.

## DSTW-Entwicklungsschritte
DB Netz plant die Realisierung der DSTW/Neupro-Architektur in den vier Stufen: Referenzimplementierung, Vorserienprojekte, Industrialisierungsprojekte sowie Starterpaket und der industrielle Flächenrollout. Nach der Integration des Projektes NeuPro der DB Netz AG in das 2014 gemeinsam mit anderen Infrastrukturbetreibern gegründete Projekt Eulynx wird die Entwicklung auf europäischer Ebene abgestimmt.
Zunächst wurde die DSTW-Systemarchitektur mit IP-Kommunikation bis zur Stelleinheit ab 2009 mit den Stellwerken vom Typ EBI Lock 950 des Herstellers Bombardier Transportation erprobt.
Später wurden die einzelnen Schnittstellen der DSTW/NeuPro-Architektur jeweils anhand einzelner Referenzimplementierungen in herkömmlichen elektronischen Stellwerken erprobt. Im schweizerischen Simmental wurden 2012 im Probebetrieb Signale in Betrieb genommen. Im Bahnhof Annaberg-Buchholz Süd erfolgte ab 2014 ein ähnliches Vorhaben. Ab November 2017 wurden dort auch Weichen und Achszähler mit einbezogen.
Im Dezember 2015 erfolgte die Inbetriebnahme der ersten NeuPro-Schnittstelle Interlocking-System „SCI-ILS“ zwischen dem ESTW Kreiensen des Herstellers Bombardier Transportation und dem Nachbar-ESTW Naensen des Herstellers Siemens.
Nach der Abnahme durch das deutsche Eisenbahn-Bundesamt ging das Stellwerk Annaberg-Buchholz Süd am 19. Januar 2018 regulär in Betrieb. Im Zuge dieser zweiten Projektphase wurden die standardisierten Schnittstellen für Lichtsignale (SCI-LS), Achszähler (SCI-TDS) und Weichen (SCI-P) einbezogen.
Im Rahmen von Vorserienprojekten realisiert DB Netz digitale Stellwerke, in denen alle erforderlichen DSTW/Neupro-Schnittstellen gemeinsam zum Einsatz kommen. Damit wurde die Produktzulassung verschiedener Hersteller erreicht und die Planungsgrundlagen für die anschließende Phase des Serienrollouts geschaffen.
Die Umsetzung der Vorserienprojekte wurde im November 2015 beschlossen.

In Deutschland wird eine flächenhafte Einführung digitaler Stellwerke in Verbindung mit dem European Train Control System (ETCS) erwogen. Die Deutsche Bahn erwartet im Rahmen des inzwischen als „Digitale Schiene Deutschland“ bezeichneten Programms eine Kapazitätssteigerung um bis zu 20 Prozent (Stand: Januar 2018). Auf der Grundlage von ETCS, in Verbindung mit DSTW, sollen bis 2030 zunächst drei „Starterpaket-Projekte“ (Teil des TEN-Kernnetzkorridors Skandinavien–Mittelmeer, Schnellfahrstrecke Köln–Rhein/Main, Digitaler Knoten Stuttgart) ausgerüstet werden. Mit 1,3 Milliarden Euro pro Jahr sei die Umrüstung des gesamten Netzes binnen 20 Jahren möglich. Darauf aufbauend sollen neue Technologien, darunter Echtzeitortung und Umfeldwahrnehmung, eingeführt werden. Die Deutsche Bahn erwartet nach eigenen Angaben von September 2019 bis zu 35 Prozent mehr Kapazität, mehr Zuverlässigkeit und Effizienz sowie eine CO2-Einsparung von 1,6 Millionen Tonnen pro Jahr. Ferner sei DSD ein „Innovationstreiber für die Industrie“. Die Umstellung soll dabei in ganzen Netzbezirken erfolgen.

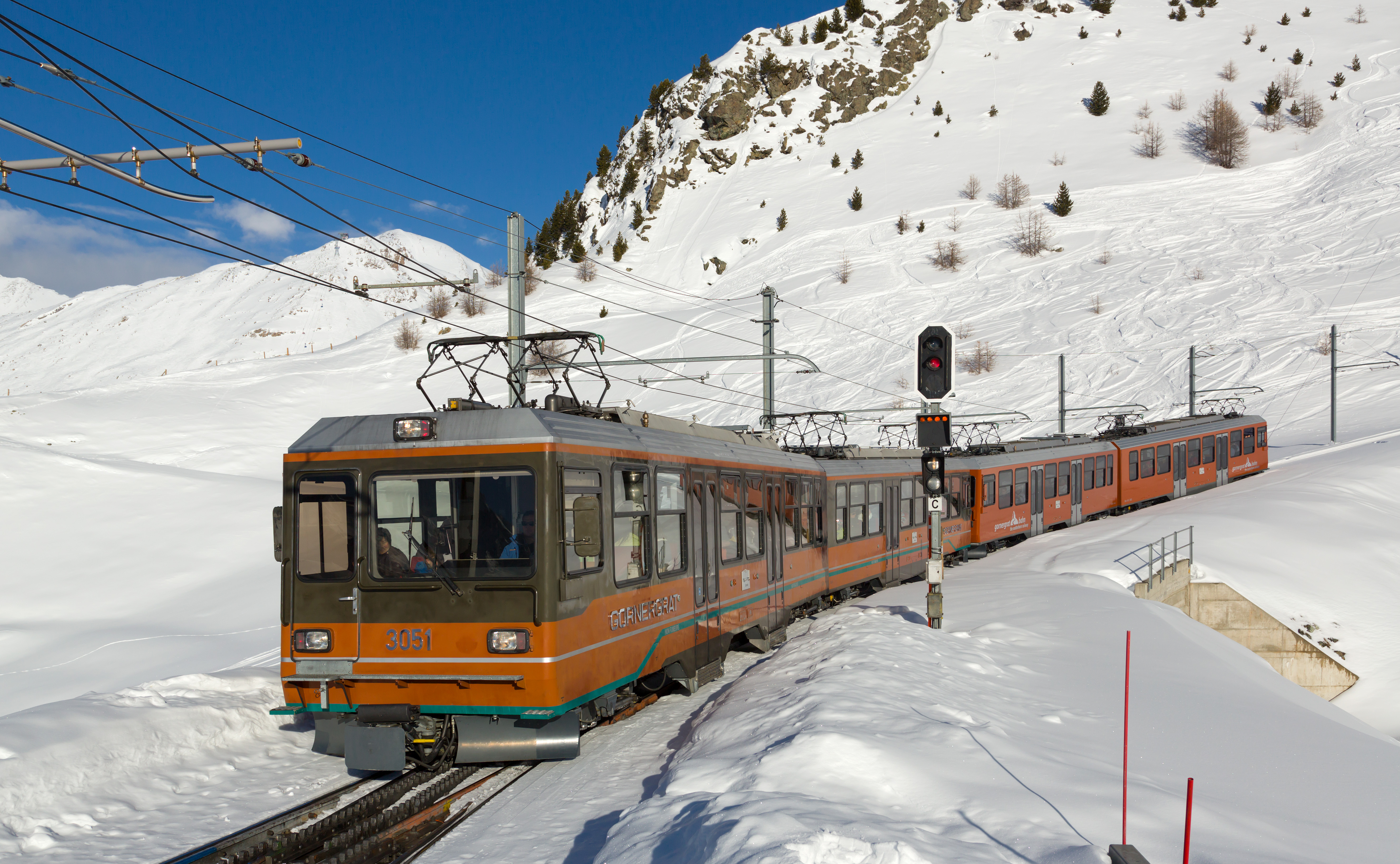
2018 wurde Zugverkehr auf der Gornergratbahn „über die Cloud“ geregelt.

Im September 2018 betrieb Siemens bei den Appenzeller Bahnen laut eigenen Angaben weltweit erstmals ein „Stellwerk in der Cloud“. Der Neubauabschnitt der Durchmesserlinie wurde vor der regulären Eröffnung genutzt, um ein digitales Stellwerk vom rund 60 Kilometer entfernten Siemens-Standort Wallisellen bei Zürich aus versuchsweise über ein öffentliches Datennetz zu betreiben. Die zentrale Rechnereinheit des Stellwerks stand in einem gesicherten Technikraum des Herstellers. Die Datenverbindung war an beiden Enden mit redundanten Verschlüsselungsgeräten gesichert. Anfang Oktober 2018 wurden die für die Erprobung notwendigen Anpassungen wieder zurückgebaut. Bereits seit 2017 setzt die Gornergratbahn (GGB) das Leitsystem Iltis Netz im Rahmen eines Pilotprojekts auf „Cloud“-Basis ein. Dabei befindet sich die den Stellwerken übergeordnete Leittechnik nicht bei der GGB in Zermatt, sondern bei Siemens in Wallisellen. Siemens plant, den Bahnen die komplette Stellwerkstechnik als Full-Service-Paket anzubieten.

## Entwicklung in Deutschland

### Referenzimplementierungen einzelner DSTW-Schnittstellen
Bei den Referenzimplementierungen in konventionellen elektronischen Stellwerken wurde auf eine gleichmäßige Beteiligung der Hersteller geachtet. Dabei wurde für die Lastenhefte der jeweiligen Schnittstellen der Prozess gemäß der Verwaltungsvorschrift Neue Typzulassung von Signal-, Telekommunikations- und Elektrotechnischen Anlagen des EBA durchlaufen, womit sich diese Schnittstellen in Folgeprojekten mit geringem Zulassungsaufwand nutzen lassen. Ein freigegebenes Lastenheft als Grundlage für weitere Entwicklungen sollte Ende 2017 zur Verfügung stehen. Durch standardisierte Schnittstellen, reduzierten Verkabelungsaufwand und intelligente Zustandsüberwachung sollen höhere Leistungsfähigkeit, höhere Verfügbarkeit und mehr Wirtschaftlichkeit erreicht werden.
Die Referenzimplementierungen sind:

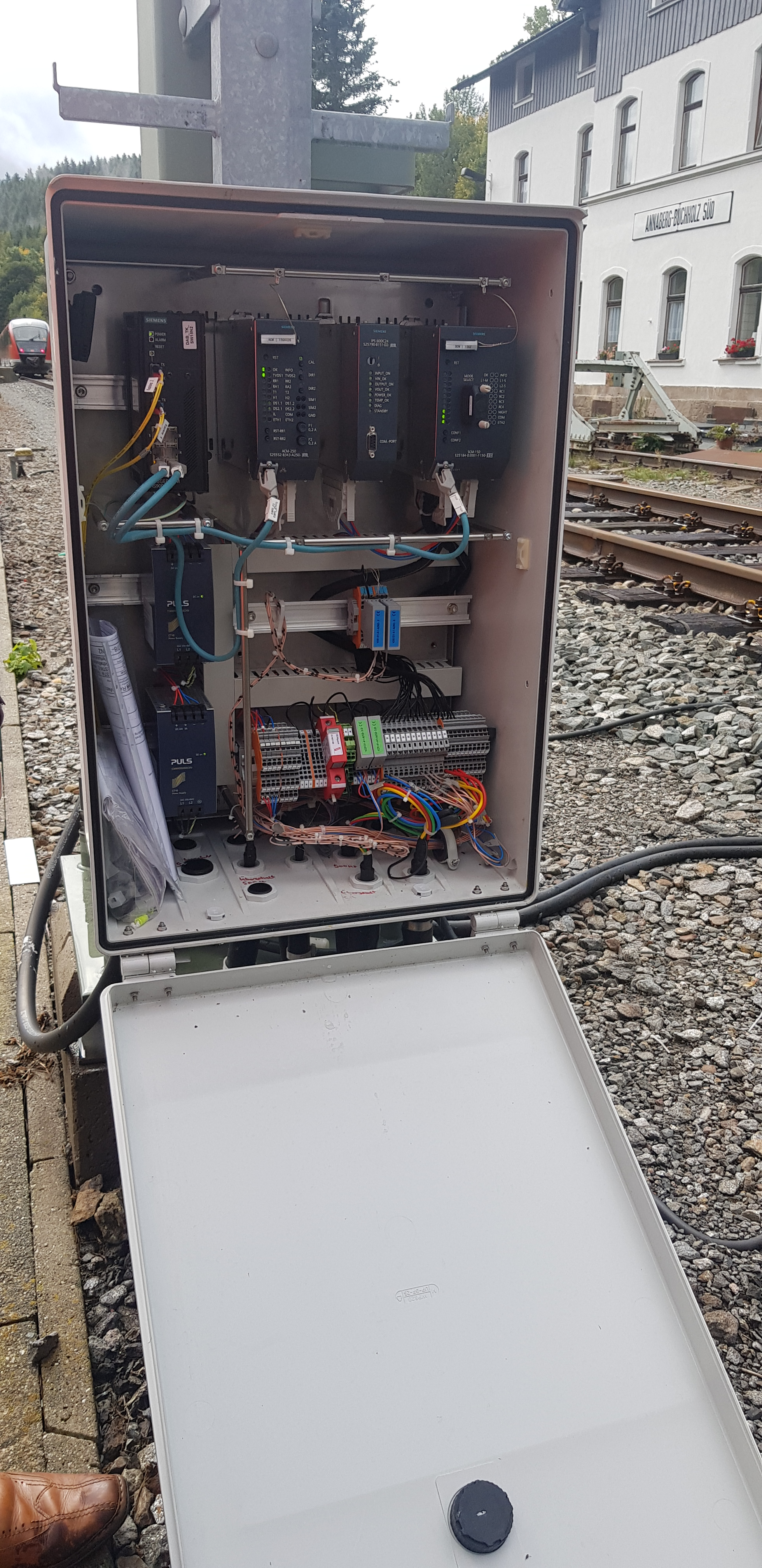
Signalschaltkasten im Bahnhof Annaberg-Buchholz Süd

- SCI-RBC (Standard Communication Interface Radio Block Centre): Schnittstelle zur ETCS-Streckenzentrale
  - Leipzig-Neuwiederitzsch (Realisiert 10/2015)
- SCI-ILS (Standard Communication Interface Interlocking System): Schnittstelle zum Nachbarstellwerk
  - Kreiensen/Naensen (Realisiert 12/2015)
- SCI-LX (Standard Communication Interface Level Crossing, in einer Variante der Deutschen Bahn): Schnittstelle für Bahnübergänge mit Überwachungsart Fahrstraßenüberwachung (FSÜ)
  - Die Deutsche Bahn ging 2020 von einer Serienreife im Jahr 2024 und mit der Einführung in den Realbetrieb ab 2025 aus. Die betriebliche Erprobung war ab dem 3. Quartal 2021 in einem Referenzprojekt zwischen Kiel und Lübeck geplant.[23] Aufgrund von Terminverschiebungen ist die betriebliche Erprobung nunmehr für das 3. Quartal 2024 geplant.[24] Eine Erprobung im Cluster 2 des Schnellläuferprogramms wird erwogen. Zur Umsetzung freigegebene Lastenhefte liegen inzwischen vor, Lieferanten haben erste Pflichtenhefte erstellt.[25]
- SCI-CC (Standard Communication Interface Command & Control): Schnittstelle zum Bedienplatz
  - Göttingen (Geplant bis 12/2018)
- SCI-IO (Standard Communication Interface Input/Output): Schnittstelle für universelle digital Ein- und Ausgabesignale
  - DSTW-Vorserienstellwerk Harz-Weser (Geplant bis 12/2018)
- SCI-LS (Standard Communication Interface Light Signal): Schnittstelle zu Lichtsignalen
  - Annaberg-Buchholz Süd (Realisiert 10/2013)
- SCI-TDS (Standard Communication Interface Train Detection System): Schnittstelle zur Gleisfreimeldeeinrichtung
  - Annaberg-Buchholz Süd (Realisiert 1/2018)
- SCI-P (Standard Communication Interface Point): Schnittstelle zur Steuerbaugruppe für Weichenantriebe
  - Annaberg-Buchholz Süd (Realisiert 1/2018)
- SCI-LMC (Standard Communication Interface LST Management Center): Schnittstelle zu einem übergeordneten Betriebsführungssystem für die Komponenten der Leit- und Sicherungstechnik

Nach Einschätzung von DB Netz betrug der Grad der Standardisierung bei den Referenzprojekten Kreiensen, VDE 8, Lindaunis und Annaberg rund 50 Prozent.

### Vorserienprojekte mit vollständiger DSTW-Architektur
Die fünf DSTW-Vorserienprojekte von DB Netz sind:
- Annaberg-Buchholz Süd
  - Innen- und Außenanlage: Siemens[28]
- Harz-Weser-Netz
  - Innenanlage: Scheidt & Bachmann[29]
  - Außenanlage: Siemens[30]
- Mertingen – Meitingen
  - Innen- und Außenanlage: Thales Transportation Systems[31]

Die Bauarbeiten begannen im Juni 2019. Der Stellbereich umfasst 25 km und soll 221 Stelleinheiten beinhalten. Die Baumaßnahmen begannen im Februar 2019. Die Inbetriebnahme war erstmals ab 2019 vorgesehen und wurde seither immer wieder verschoben. Sie war zuletzt für Anfang November 2023 geplant. Eine Inbetriebnahme im April 2023 wurde eine Woche zuvor abgesagt, nachdem das Eisenbahn-Bundesamt eingereichte Pläne „erneut nicht für genehmigungsfähig gehalten“ hatte. Ein erneuter Inbetriebnahmeversuch, Anfang November 2023, wurde abgesagt. Die Inbetriebnahme wurde daraufhin für den 27./28. Januar 2024 geplant. Sie ist dann tatsächlich erfolgt. Laut Angaben der DB sei das Stellwerk im März 2024 in Betrieb genommen worden. Die offizielle Eröffnung solle im Sommer 2024 folgen.
- Warnemünde
  - Innenanlage: Siemens[40]
  - Außenanlage: Scheidt & Bachmann[41]

Das DSTW Warnemünde sollte als zweites (Vorserien-)DSTW in Deutschland im September 2019 in Betrieb gehen. Der Zuschlag erfolgte im Juni 2017 an Scheidt&Bachmann und Siemens. Im Juli 2018 wurde aus Termingründen entschieden, eine reine Siemens-Lösung umzusetzen. Die Arbeiten für die erste Baustufe wurden im Oktober 2018 begonnen. Die Inbetriebnahme erfolgte letztlich am 30. Oktober 2019. Zunächst wird der Streckenabschnitt zwischen Rostock-Bramow und Warnemünde Werft gesteuert, im Mai 2020 soll die zweite Inbetriebnahmestufe (mit dem Personenbahnhof Warnemünde) in Betrieb genommen werden. Im Mai 2020 soll der umgebaute Personenbahnhof Warnemünde in das Stellwerk integriert werden. Das Stellwerk umfasst 90 Stelleinheiten.
- Trier – Koblenz
  - Innenanlage: InoSig[46]
  - Außenanlage: Scheidt & Bachmann[47]

Nach Einschätzung von DB Netz betrug der Grad der Standardisierung bei den Vorserienprojekten Warnemünde, Mertingen, Harz-Weser und Koblenz-Trier rund 80 Prozent. Im Rahmen des Projekts Mertingen–Meitingen und des Kern des Digitalen Knotens Stuttgarts wurden weitere grundlegende technische und prozessuale Themen geklärt.

### DSTW-Serien-Rollout
Im März 2017 beschloss die Deutsche Bahn die „1.Tranche Serienrollout Digitale LST“.
Der Serienlieferung bei der Deutschen Bahn sollte im Jahr 2020 mit dem Baubeginn in den folgenden Netzbezirken beginnen:
- Saarbrücken
- Minden
- Rostock
- Neustadt (Holstein)

Im Endzustand soll der Zugverkehr in Deutschland, der 2019 von rund 2600 Stellwerken diverser Bauarten gesteuert wurde, von 280 digitalen Stellwerken gesteuert werden.
Die Ausschreibung der Planung für das DSTW Minden endete im Februar 2019, ohne dass ein Auftrag vergeben wurde. Der Planungsauftrag für Minden wurde danach als konventionelles ESTW neu ausgeschrieben und vergeben.
Laut DB-Angaben vom Januar 2020 seien die Lastenhefte aller Schnittstellen inzwischen freigegeben, Testanlagen im Aufbau.
Als erste Bedienstandorte sollten 2024 zunächst Rostock, Düsseldorf und Waiblingen in Betrieb gehen. Als erste Bedienstandorte in standardisierten Gebäuden sollen Mainz, Krefeld und Bremen folgen. In Rostock soll dabei ein kombinierter BSO und TSO nahe dem Hauptbahnhof entstehen.

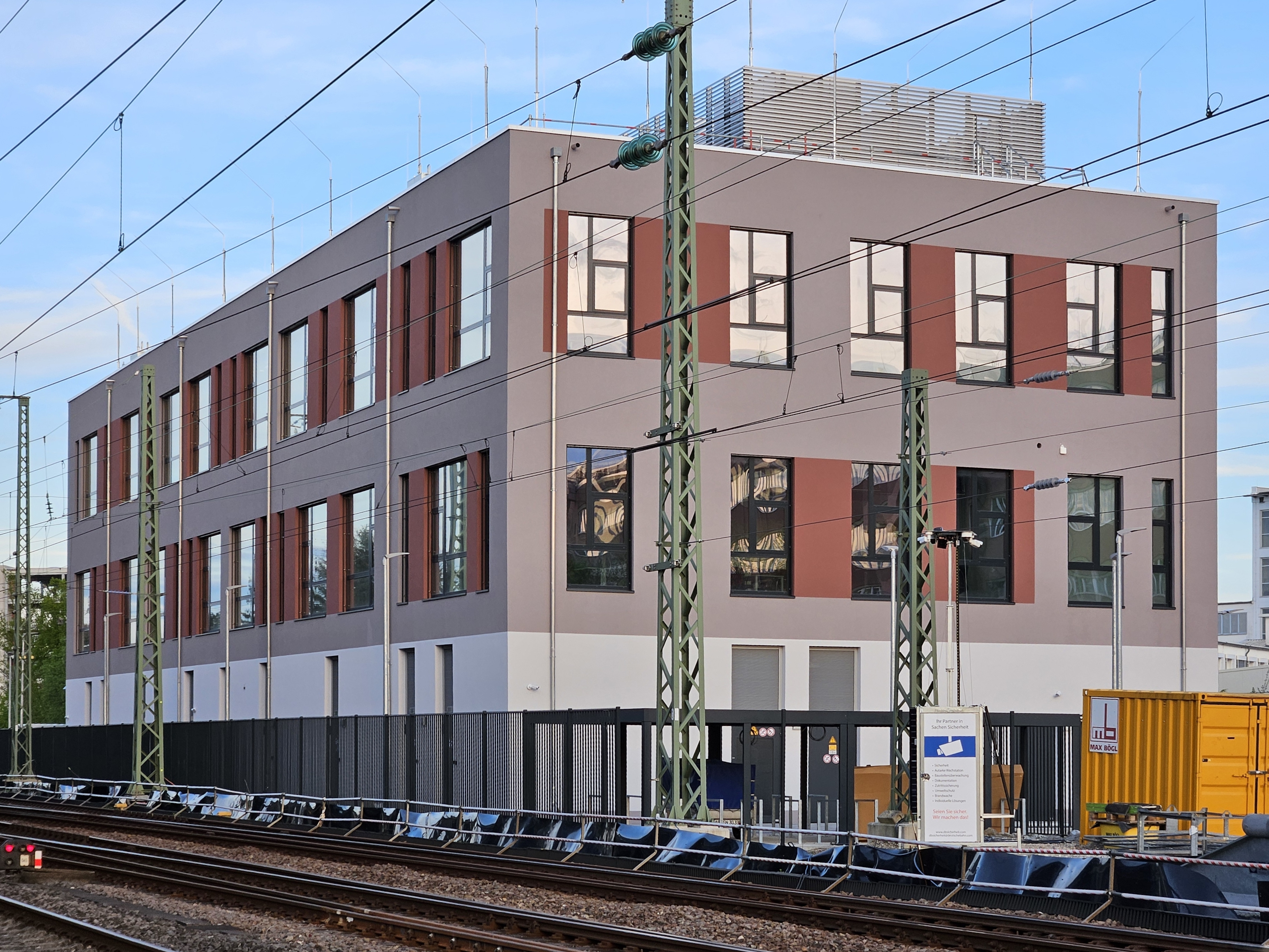
Bedien- und Technikstandort in Waiblingen

Aufbauend auf Stuttgart 21 soll im Rahmen des Digitalen Knotens Stuttgart bis 2025 in Stuttgart ein DSTW entstehen, das rund 125 km steuert. Dazu sind 19 Gleisfeldkonzentratoren und über 2000 Stelleinheiten vorgesehen. Das DSTW ersetzt drei bislang geplante ESTW und drei Altstellwerke, die aufgrund von Stuttgart 21 umfassend hätten umgebaut werden müssen. Bis 2025 entsteht zunächst ein kombinierter Bedien- und Technikstandort in Waiblingen, nordöstlich von Stuttgart. Das Digitale Stellwerk gliedert sich in drei Stellbereiche. Es werden 428 Feldelement-Anschlusskästen für Weichen sowie 738 für Lichtsignale aufgebaut. Das Stellwerk wird nach NeuPro-Version 2 realisiert. Die für das Stellwerk notwendige Verkabelung erwies sich in dem vorübergehend auch mit konventionellen Signalen ausgerüsteten Bereich des Bahnhofs Bad Cannstatt als deutlich aufwendiger als gedacht. Daraus wurden verschiedene Optimierungen abgeleitet. Wie die DB im März 2024 ankündigte, könne aufgrund „des Verzugs bei der Generik für das Digitale Stellwerk“ die Verlängerung der S-Bahn-Stammstrecke erst 2026 statt 2025 in Betrieb gehen. Die Gründe für die Verzögerungen mit DSTW und ETCS seien vielschichtig. Unter anderem soll die Zulassung von „Object Controllern“, die den Betriebszustand etwa von Weichen melden, im ersten Anlauf gescheitert und bislang nicht geklärt sein. Ende 2024 standen unter anderem diverse Stromversorgungen sowie die Planung und Umsetzung von Feldelementanschlussschränken aus. Bis 2032 sollen im Rahmen des Projekts insgesamt acht Zentraleinheiten Digitaler Stellwerke entstehen. Neben Waiblingen ist ein weiterer Technikstandort in Mühlacker geplant, zwei weitere Bedienstandorte sollen in Kornwestheim und Wendlingen entstehen. Die Planung für diese Standorte ist im Gang (Stand: 2024).

#### Schnellläuferprogramm der Digitalen Schiene Deutschland
Am 2. September 2020 unterzeichneten die Deutsche Bahn, das Eisenbahn-Bundesamt sowie der Verband der Bahnindustrie in Deutschland eine Absichtserklärung, wonach die „komplette Digitalisierung der Stellwerkstechnik“ bis 2035 erfolgen soll. Zuvor wurde das Jahr 2040 angestrebt.
Im Rahmen des „Schnellläuferprogramms“ sollten die Projektlaufzeit von sieben Stellwerksprojekten von acht auf zwei Jahre reduziert werden, Erfahrungen für die weitere Einführung der Digitalen Schiene Deutschland gesammelt sowie Zuverlässigkeit und Pünktlichkeit verbessert werden. Es handelt sich um ein Konjunkturprogramm zur Bekämpfung der Folgen der Covid-19-Pandemie in Deutschland. Basierend auf einem Umsetzungsvorschlag der Bahnindustrie wurde ein „Schnellläuferprogramm Digitale Schiene Deutschland“ aufgesetzt, für das 2020 100 Mio. Euro und 2021 bis zu 400 Mio. Euro vorgesehen waren.
Die sieben Projekte werden in zwei so genannte Cluster unterteilt: Der Cluster 1 beinhaltet vier Projekte von Lieferanten, die bereits auf dem deutschen Markt etabliert sind, während im Rahmen des Clusters 2 Projekte von drei Lieferanten (Alstom, Hitachi, Pintsch) verfolgt werden, die ihre Stellwerkstechnik gemäß Vorgaben der DB entwickeln und zur Zulassung bringen sollen. Damit sollen auch Erfahrungen und Kapazitäten aufgebaut werden.
Im Cluster 1 werden Elektronische Stellwerke „mit digitalen Stellwerkselementen und standardisierten Systemschnittstellen gebaut“, im Cluster 2 Digitale Stellwerke. In den Stellwerken des SLP werden lediglich manche standardisierten DSTW-Schnittstellen umgesetzt. Die Innen- und Außenanlage der Stellwerke bleibt weiterhin herstellerspezifisch.
Der Schwerpunkt des Schnellläuferprogramms liegt auf der Ablösung von Stellwerken in Alttechniken (vor Spurplantechnik). Dem Industrievorschlag entsprechend nimmt jeweils eine Signalbaufirma die Rolle des Generalunternehmers wahr, der auch die Planung verantwortet. Zur Verkürzung der Realisierungszeiträume erfolgt die Umsetzung weitgehend als 1:1-Ersatz der vorhandenen Anlagen. Zu den ersten Projekten des Schnellläuferprogramms gehören:
- Wörth–Speyer (Generalunternehmer: Thales)[68] Es wurde ein L90-Stellwerk mit 495 Stelleinheiten errichtet.[64] Die Inbetriebnahme war am 10. Dezember 2022.[69]
- Finnentrop (Generalunternehmer: Siemens).[70] Der Auftrag wurde Ende 2020 erteilt.[71] Bis Ende 2021 sollten auf 60 km Streckennetz 404 Stelleinheiten ersetzt werden.[72] Das SIMIS-D-Stellwerk wurde, als erstes Projekt des SLP, am 23. Mai 2022 in Betrieb genommen.[64][73]
- Kleve–Kempen (Generalunternehmer: Scheidt & Bachmann)[74] Ein Schwerpunkt lag auf der Erneuerung und Anpassung von 76 Bahnübergängen.[64] Die Inbetriebnahme erfolgte in zwei Stufen im Jahr 2021 sowie am 27. November 2022.[64][75]
- Ansbach–Triesdorf (Generalunternehmer: InoSig).[76] In diesem Projekt sollten zwei Elektronische Stellwerke vom Typ B950 entstehen.[77][64] Baubeginn war am 28. April 2021. Die für Ende September 2023 geplante Inbetriebnahme ist nicht erfolgt.[78][79] Sie ist inzwischen im 4. Quartal 2025 vorgesehen.[80] Die Bauzeit sei aufgrund von sieben Kampfmittelfunden verzögert worden.[64]
- Zwieseler Spinne (Generalunternehmer: Pintsch)[81] Dabei werden Eulynx-Schnittstellen umgesetzt. Das DSTW umfasst 91 Stelleinheiten sowie 20 Bahnübergangssicherungsanlagen und sollte ursprünglich im September 2023 in Betrieb gehen.[71] Baubeginn war am 30. Mai 2022.[78][64] Die Inbetriebnahme soll im Dezember 2025 erfolgen.[80]
- Gera–Weischlitz (Generalunternehmer: Hitachi)[82] Das Stellwerk soll bis Ende 2025 in Betrieb gehen.
- Lichtenfels–Sonneberg (Generalunternehmer: Alstom)[83][84] Ein bestehendes Stellwerk (vom Typ B500) soll (auf den Typ B950) hochgerüstet und erweitert werden.[64] Eine erste Stufe sollte nach einer vierwöchigen Totalsperrung am 4. Dezember 2023 in Betrieb gehen.[64][71][37] Gesperrt wurde letztlich nur der Ast nach Sonneberg. Die Inbetriebnahme des Stellwerks ist nicht erfolgt, ein neuer Inbetriebnahmetermin nicht bekannt.[37] Die Inbetriebnahme des Stellwerks soll nunmehr im dritten Quartal 2025 erfolgen.[80]

Mit der Vergabe der oben genannten sieben Projekte waren die zur Verfügung stehenden Haushaltsmittel im Wesentlichen aufgebraucht, so dass sechs weitere Projekte nicht beauftragt werden konnten. Als Grund nannte die DB überraschend hohe Preise im Verhältnis zu vergleichbaren Ausschreibungen der Vergangenheit.
Im August 2023 kündigte die Deutsche Bahn an, einen in sieben Lose unterteilten Rahmenvertrag für bis zu 50 baugleiche Technikstandorte im Generalunternehmer-Modell ausschreiben zu wollen. Die Umsetzung solle in den Jahren 2025 bis 2031 erfolgen. Der geschätzte Gesamtwert beträgt eine halbe Milliarde Euro.
Das Bundesverkehrsministerium und das Eisenbahn-Bundesamt erwarten die Serienreife von DSTW im Jahr 2028. Dies setze unter anderem eine Zulassung von mindestens zwei Herstellern voraus, um eine Vergabe von Stellwerksprojekten im Wettbewerb zu ermöglichen. Bis dahin sollen Stellwerksneubauten in ESTW-Technik umgesetzt werden.
Die DB InfraGO veröffentlichte im Januar 2025, mit vier Unternehmen einen langfristigen Volumenvertrag über die Lieferung und den Bau von „digitaler Leit- und Sicherungstechnik“ abgeschlossen zu haben. Bei einem Volumen von 6,3 Mrd. Euro beinhaltet er die Beauftragung von insgesamt 15.500 Stelleinheiten und deren Realisierung bis 2032. In dem Vertrag seien, nach unterschiedlichen Angaben, Digitale Stellwerke oder „digitale Stellwerksplattformen“ vorgesehen.

## Entwicklung in der Schweiz
In der Schweiz analysiert man nach der vollständigen ETCS-Einführung im Netz die praktischen Auswirkungen. Dabei gibt es das Gebiet der Entwicklung technischer Leistungsfähigkeit wie Zugfolgezeiten und Verkehrslenkung sowie des ökonomischen Wettlaufs mit den Kosten des Straßenverkehrs. Für beide Bereiche hat man erkannt, dass man durch Verwendung von Ideen und Vorgehensmodellen der Organisation EULYNX sowie daraus hervorgegangener Prototypen eines digitalen Stellwerkes gemeinsame Lösungen finden kann. Das Gesamtprojekt der schweizerischen Schieneninfrastrukturbetreiber läuft unter der Bezeichnung Smartrail 4.0.
Im technischen Bereich hat man festgestellt, dass die Leistungsfähigkeit hochoptimierter, optisch signalisierter Bahnstrecken nicht durch normale Kopplungen von Stellwerk und ETCS-Streckenzentrale (RBC) erreicht werden kann. Bei näherer Untersuchung fand man auch die grundlegenden Ursachen. Zur Abhilfe hat man ein integriertes „ETCS-Stellwerk“ projektiert, welches die Stellwerksfunktion (ESTW) mit der ETCS-Streckenzentrale kombiniert. Durch diese Integration gelingt es, die sicherheitsrelevanten Funktionen beider Elemente zu vereinigen und durch eine neue „geometrische“ Logik des Stellwerkes auf generischem Weg die Lage und Anzahl der Fahrstraßen zu optimieren und die Bereitstellung zu beschleunigen. Übergeordnet greift man den Begriff des Traffic Management Systems (TMS) neu auf, in dem man das Wissen der ETCS-Stellwerke um den laufenden Zugbetrieb nutzen und daraus bei Abweichungen von Fahrplänen dynamisch neue Fahrpläne generieren will. Die standardisierten Führerstandanzeigen von ETCS Level 2 dienen dabei gleichzeitig als Anzeigegerät für Informationen zum automatisierten Bahnbetrieb (ATO) an den Triebfahrzeugführer.

## Entwicklung in Österreich
Die Österreichischen Bundesbahnen schrieben Ende November 2022 die Ausrüstung ihres gesamten Hauptstreckennetzes mit DSTW bis voraussichtlich 2032 aus. Umgesetzt werden Schnittstellen nach EULYNX (Version 4.1) sowie RaSTA. Die Software der DSTW-Zentraleinheiten soll auf COTS-Hardware der ÖBB in zwei bis drei georedundanten Rechenzentren betrieben werden.